# Denzel Slager
Denzel Slager (Amsterdam, 2 februari 1993) is een voormalig Nederlands profvoetballer  die als vleugelaanvaller speelde.

## Levensloop

### Voetbalcarrière
Slager speelde in de jeugd van sc Heerenveen, AVV Zeeburgia, AZ en FC Utrecht. In 2012 tekende hij voor twee seizoenen bij RKC Waalwijk waar hij zijn debuut maakte in het betaald voetbal. In januari 2014 vertrok Slager naar Coventry City FC, maar hij mocht slechts drie keer invallen. Volgens trainer Steven Pressley kon hij moeilijk aarden in zijn nieuwe omgeving en wil hij zijn loopbaan in Nederland voortzetten. Nadat stages bij SC Cambuur en Crewe Alexandra geen contract opleverden, tekende hij in maart 2015 voor het seizoen 2015 bij Orange County Blues dat op het derde niveau in de Verenigde Staten in de USL Pro speelt. Hij werd al één keer benoemd in de USL Team of the Week. In het seizoen 2016 speelde hij voor LA Galaxy II in de USL Pro, waar hij eveneens John Neeskens aantrof als teamgenoot.
Met Curaçao onder 20 nam hij deel aan het CONCACAF-kampioenschap voetbal onder 20 - 2013.

### Overig
Van mei tot juli 2019 deed Slager mee aan het eerste seizoen van het realitydatingprogramma Love Island van RTL 5. In het programma kreeg Slager een relatie met medekandidaat Aleksandra Jakobczyk met wie hij uiteindelijk ook het programma won. Een aantal maanden na de opnames gingen de twee uit elkaar. Sinds december 2021 is Slager samen met zijn partner Famke Louise te zien in de Videoland-realityserie Famke & Denzel: een nieuw begin. Slager nam deel aan het in 2022 uitgezonden realityprogramma Special Forces VIPS, waarbij hij probeerde een door commando's opgezet trainingsprogramma te doorlopen. In 2023 nam hij met zijn partner Famke Louise deel aan de serie Hunted Vips. Het stel werd al in de eerste aflevering opgepakt.

## Privé
Op 10 augustus 2021 maakten Slager en zangeres Famke Louise hun relatie bekend in de Cosmopolitan, waar zij ook samen op de cover verschenen. Op 9 januari 2022 werd hun eerste kind geboren, een zoon.

## Clubstatistieken
| Seizoen | Club                | Competitie | Duels | Doelp. |
| ------- | ------------------- | ---------- | ----- | ------ |
| 2012/13 | RKC Waalwijk        | Eredivisie | 5     | 0      |
| 2013/14 | RKC Waalwijk        | Eredivisie | 9     | 1      |
| 2013/14 | Coventry City FC    | League One | 3     | 0      |
| 2015    | Orange County Blues | USL Pro    | 21    | 6      |
| 2016    | LA Galaxy II        | USL Pro    | 20    | 1      |
| Totaal: | Totaal:             | Totaal:    | 58    | 8      |